# Chaplin posluhou
Chaplin posluhou (v anglickém originále The New Janitor) je americká němá komedie, kde hlavní roli hrál Charles Chaplin. Jednalo se o 27. film natočený společností Keystone Studios. Producentem byl Mack Sennett.

## Děj
Chaplin ve filmu hrál postavu uklízeče ve firmě, který je vyhozen z práce, protože omylem shodil kbelík vody z okna na svého šéfa. Mezitím jeden z nižších manažerů má dluhy z hazardních her a tak se rozhodne ukrást peníze ve společnosti, ale je chycen při činu sekretářkou, která přivolá pomoc. Chaplin přijde na pomoc, ale dojde ke zkreslení situace a on se ocitá v roli zloděje. Nakonec se ale vše vyřeší a obdrží spravedlivou odměnu za to, že zmařil loupež.